# Amerikaanse PGA Tour 2015
De Amerikaanse PGA Tour 2015 was het 100ste seizoen van de Amerikaanse PGA Tour. Het seizoen begon met het Frys.com Open, in oktober 2014, en eindigde met de Presidents Cup, in oktober 2015. Er stonden 47 toernooien op de agenda, inclusief de Presidents Cup.

## Kalender
| Data                | Data  | Toernooi                              | Baan                             | Land | Winnaar               | Score     | Score     | Info                                            |
| 2014                | 2014  | 2014                                  | 2014                             | 2014 | 2014                  | 2014      | 2014      | 2014                                            |
| ------------------- | ----- | ------------------------------------- | -------------------------------- | ---- | --------------------- | --------- | --------- | ----------------------------------------------- |
| 09-10               | 12-10 | Frys.com Open                         | Silverado Country Club           | USA  | Sang-Moon Bae         | 273       | –15       |                                                 |
| 16-10               | 19-10 | Shriners Hospitals for Children Open  | TPC Summerlin                    | USA  | Ben Martin            | 264       | –20       |                                                 |
| 23-10               | 26-10 | McGladrey Classic                     | Sea Island Golf Club             | USA  | Robert Streb po       | 266       | –14       |                                                 |
| 30-10               | 02-11 | CIMB Classic                          | Kuala Lumpur Golf & Country Club | MAS  | Ryan Moore            | 271       | –17       |                                                 |
| 06-11               | 09-11 | WGC - HSBC Champions                  | Sheshan International Golf Club  | CHN  | Bubba Watson po       | 277       | –11       | Verslag                                         |
| 06-11               | 09-11 | Sanderson Farms Championship          | Country Club of Jackson          | USA  | Nick Taylor           | 273       | –15       | Alternatief voor "WGC-HSBC Champions" (Verslag) |
| 13-11               | 16-11 | OHL Classic at Mayakoba               | El Camaleón Mayakoba Golf Club   | MEX  | Charley Hoffman       | 267       | –17       |                                                 |
| 04-12               | 07-12 | Hero World Challenge                  | Isleworth Golf & Country Club    | USA  | Jordan Spieth         | 262       | –26       | Telt niet mee voor de FedEx Cup                 |
| 2015                |       |                                       |                                  |      |                       |           |           |                                                 |
| 09-01               | 12-01 | Hyundai Tournament of Champions       | Kapalua Golf Club                | USA  | Patrick Reed po       | 271       | –21       |                                                 |
| 15-01               | 18-01 | Sony Open in Hawaii                   | Waialae Country Club             | USA  | Jimmy Walker          | 257       | –23       |                                                 |
| 22-01               | 25-01 | Humana Challenge                      | PGA West Private Golf Courses    | USA  | Bill Haas             | 266       | –22       |                                                 |
| 29-01               | 01-02 | Waste Management Phoenix Open         | TPC Scottsdale                   | USA  | Brooks Koepka         | 269       | –15       |                                                 |
| 05-02               | 08-02 | Farmers Insurance Open                | Torrey Pines Golf Course         | USA  | Jason Day po          | 279       | –9        |                                                 |
| 12-02               | 15-02 | AT&T Pebble Beach National Pro-Am     | Pebble Beach Golf Links          | USA  | Brandt Snedeker       | 265       | –22       |                                                 |
| 19-02               | 22-02 | Northern Trust Open                   | Riviera Country Club             | USA  | James Hahn po         | 278       | –6        |                                                 |
| 26-02               | 01-03 | The Honda Classic                     | PGA National Golf Club           | USA  | Pádraig Harrington po | 274       | –6        |                                                 |
| 05-03               | 08-03 | WGC-Cadillac Championship             | Doral Golf Resort & Spa          | USA  | Dustin Johnson        | 279       | –9        | Verslag                                         |
| 05-03               | 08-03 | Puerto Rico Open                      | Trump International Golf Club    | PUR  | Alex Čejka po         | 281       | –7        | Alternatief voor "WGC-Championship"             |
| 12-03               | 15-03 | Valspar Championship                  | Innisbrook Golf Resort           | USA  | Jordan Spieth po      | 274       | –10       |                                                 |
| 19-03               | 22-03 | Arnold Palmer Invitational            | Bay Hill Club & Lodge            | USA  | Matt Every            | 269       | –19       |                                                 |
| 26-03               | 29-03 | Valero Texas Open                     | TPC San Antonio                  | USA  | Jimmy Walker          | 277       | –11       |                                                 |
| 02-04               | 05-04 | Shell Houston Open                    | Golf Club of Houston             | USA  | J.B. Holmes po        | 272       | –16       |                                                 |
| 09-04               | 12-04 | Masters Tournament                    | Augusta National Golf Club       | USA  | Jordan Spieth         | 270       | –18       | Verslag                                         |
| 16-04               | 19-04 | RBC Heritage                          | Harbour Town Golf Links          | USA  | Jim Furyk po          | 266       | –18       |                                                 |
| 23-04               | 26-04 | Zurich Classic of New Orleans         | TPC Louisiana                    | USA  | Justin Rose           | 266       | –22       |                                                 |
| 29-04               | 03-05 | WGC-Cadillac Match Play Championship  | TPC Harding Park                 | USA  | Rory McIlroy          | 4&2       | 4&2       | Verslag                                         |
| 07-05               | 10-05 | The Players Championship              | TPC Sawgrass                     | USA  | Rickie Fowler po      | 276       | –12       |                                                 |
| 14-05               | 17-05 | Wells Fargo Championship              | Quail Hollow Club                | USA  | Rory McIlroy          | 267       | –21       |                                                 |
| 21-05               | 24-05 | Crowne Plaza Invitational at Colonial | Colonial Country Club            | USA  | Chris Kirk            | 268       | –12       |                                                 |
| 28-05               | 31-05 | Byron Nelson Championship             | TPC Las Colinas                  | USA  | Steven Bowditch       | 259       | –18       |                                                 |
| 04-06               | 07-06 | Memorial Tournament                   | Muirfield Village Golf Club      | USA  | David Lingmerth       | 273       | –15       |                                                 |
| 11-06               | 14-06 | FedEx St. Jude Classic                | TPC Southwind                    | USA  | Fabián Gómez          | 267       | –13       |                                                 |
| 18-06               | 21-06 | US Open                               | Chambers Bay                     | USA  | Jordan Spieth         | 275       | –5        | Verslag                                         |
| 25-06               | 28-06 | Travelers Championship                | TPC River Highlands              | USA  | Bubba Watson po       | 264       | –16       |                                                 |
| 02-07               | 05-07 | Greenbrier Classic                    | The Old White TPC                | USA  | Danny Lee po          | 267       | –13       |                                                 |
| 09-07               | 12-07 | John Deere Classic                    | TPC Deere Run                    | USA  | Jordan Spiethpo       | 264       | –20       |                                                 |
| 16-07               | 19-07 | The Open Championship                 | St Andrews Links                 | SCO  | Zach Johnson po       | 273       | –15       | Verslag                                         |
| 16-07               | 19-07 | Barbasol Championship                 | RTJ Trail-Grand National Lake    | USA  | Scott Piercy          | 265       | –19       | Nieuw toernooi                                  |
| 23-07               | 26-07 | RBC Canadian Open                     | Royal Montreal Golf Club         | CAN  | Jason Day             | 271       | –17       |                                                 |
| 30-07               | 02-08 | Quicken Loans National                | Congressional Country Club       | USA  | Troy Merritt          | 266       | –18       |                                                 |
| 06-08               | 09-08 | WGC - Bridgestone Invitational        | Firestone Country Club           | USA  | Shane Lowry           | 269       | –11       | Verslag                                         |
| 06-08               | 09-08 | Barracuda Championship                | Montrêux Golf & Country Club     | USA  | J.J. Henry            | 47        | 47        | Alternatief voor "WGC-Invitational"             |
| 13-08               | 16-08 | PGA Championship                      | Whistling Straits                | USA  | Jason Day             | 268       | –20       | Verslag                                         |
| 20-08               | 23-08 | Wyndham Championship                  | Sedgefield Country Club          | USA  | Davis Love III        | 263       | –17       |                                                 |
|                     |       |                                       |                                  |      |                       |           |           |                                                 |
| FedEx Cup-play-offs |       |                                       |                                  |      |                       |           |           |                                                 |
| 27-08               | 30-08 | The Barclays                          | Plainfield Country Club          | USA  | Jason Day             | 261       | –19       |                                                 |
| 04-09               | 07-09 | Deutsche Bank Championship            | TPC Boston                       | USA  | Rickie Fowler         | 269       | –15       |                                                 |
| 17-09               | 20-09 | BMW Championship                      | Conway Farms Golf Club           | USA  | Jason Day             | 262       | –22       |                                                 |
| 24-09               | 27-09 | The Tour Championship                 | East Lake Golf Club              | USA  | Jordan Spieth         | 271       | –9        |                                                 |
|                     |       |                                       |                                  |      |                       |           |           |                                                 |
| 25-09               | 28-09 | Presidents Cup                        | Jack Nicklaus Golf Course        | KOR  | USA                   | 15,5-14,5 | 15,5-14,5 | Verslag                                         |

| Majors |  | po = winnaar na play-off |